# Sörby, Hässleholms kommun
Sörby är en utsträckt kyrkby i Sörby socken i Hässleholms kommun i Skåne, belägen nordost om Vinslöv.
Sörby kyrka ligger söder om Sörbytorp och huvuddelen av byns hus ligger söder om kyrkan.